# Trude Haugland
Trude Haugland (* 18. September 1966) ist eine ehemalige norwegische Fußballspielerin.

## Karriere
In ihrer Karriere spielte sie unter anderem bei Trondheims-Ørn, mit denen sie in den Jahren 1993 und 1994 Pokalsieger wurde als auch in den Jahren 1994 und 1995 die Meisterschaft gewann.

### Nationalmannschaft
Mit der norwegischen Nationalmannschaft nahm sie an der Europameisterschaft 1987 teil und wurde hier unter anderem im Finalspiel eingesetzt. Am Ende dieses Spiels obsiegte sie mit 2:1 über Schweden und wurde damit Teil der Europameistermannschaft. Auch bei der Europameisterschaft 1989 stand sie mit ihrer Mannschaft wieder im Finale, diesmal unterlag man jedoch Deutschland mit 1:4.